# Thyestes (Seneca)
Thyestes (deutsch auch Thyest) ist eine Tragödie von Lucius Annaeus Seneca in 5 Akten.

## Übersicht

### Personen/ Personae Dramatis
- Thyestes, Bruder des Atreus
- Atreus, Bruder des Thyestes

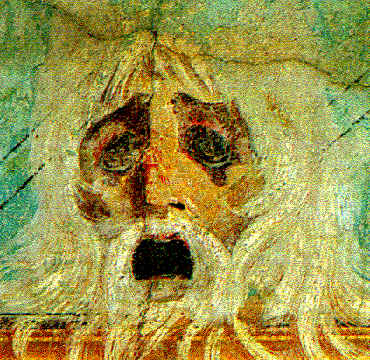
Maske des Thyestes aus Pompeji

- Tantali Umbra, Schatten (Geist) des Tantalus
- Furia, Furie (Erinnye)
- Satelles, Diener des Atreus
- Tantalus, Sohn des Thyestes
- Nuntius, Bote
- Chorus, Chor

### Ort der Handlung
Ort der Handlung ist Mykene.

### Einführung

Stammbaum der Tantaliden

Die Ursünde der Tantaliden ist das Verbrechen des Ahnherren Tantalus. Er wird von den Göttern zu einem Essen geladen und entwendet Ambrosia und Nektar. Später setzt er ihnen zur Überprüfung ihrer Allwissenheit seinen Sohn Pelops zum Essen vor, worauf nur Demeter hereinfällt. Pelops wird gerettet, aber Tantalus hart bestraft und muss im Hades ewigen Hunger und Durst ertragen.
Im Thyestes geht es um die Enkelgeneration. Thyestes und Atreus ermorden ihren Bruder Chrysippos, später verführt Thyestes Aërope, Atreus’ Frau, und erringt mit ihrer Hilfe das goldene Lamm, das Symbol der Herrschaft über Argos. Atreus gelingt es mit Iupiters Hilfe, das goldene Lamm wieder in seinen Besitz zu bringen, verbannt Thyestes aus Mykene und sinnt auf Rache.

## Handlung
Die verwendeten Versangaben beruhen auf der Übersetzung von Durs Grünbein.

### Akt I
- Der Prolog des Dramas wird von Geistern gespielt. Der Schatten des Tantalus verlässt das Reich der Schatten und erscheint in Mykene. Misstrauisch schaut er sich um und erwartet eine weitere Strafe. Harte Behandlung ist er in seinem Gefängnis im Hades gewohnt, wo er in einem Teich steht und ohne Erfolg versucht zu trinken oder die Früchte der Äste über sich mit der Hand zu pflücken. Dann stellt er seine Nachkommen als Brut vor, die ihren Erzeuger weit übertreffe und Minos nicht mehr arbeitslos sein lasse.[4] Die Furie treibt ihn an, seine Familienbande in blinder Wut rasen zu lassen. Hass solle die Herrschaft übernehmen, Mord und Totschlag und auch der Hinweis auf Tantalus eigenes Verbrechen, das wiederholt werden solle, darf nicht fehlen.   Tantalus' Schatten ist das zu viel, er will zurück in den ungastlichen Hades. Doch die Furie unterwirft sich Tantalus mitleidlos ihrem Willen. Irre soll das Haus des Tantalus werden, Glück im Blutrausch suchen. Wird der Sonnengott den Lauf der Sonne vollenden oder nicht?[5]
- 1. Chorlied: Der Chor wendet sich an die Himmlischen, damit sie das drohende Unheil noch abwenden. Als abschreckendes Beispiel werden die Freveltaten des Tantalus rekapituliert, seine Leiden in der Unterwelt ausführlich erläutert.[6]

### Akt II
- Atreus räsoniert, wie er den treulosen Verrat seines Bruders, der ihn mit seiner Frau betrog, rächen kann. Er ergeht sich in wüsten Drohreden und lässt sich auch durch die rationalen Einwürfe eines dazu tretenden Gefolgsmannes nicht beruhigen. Er sinnt auf eine nie gekannte monströse Gräueltat, die alles Bekannte in den Schatten stellen solle.[7] Als Köder dient ihm das Angebot, mit ihm zusammen König zu werden. Seine Söhne Agamemnon und Menelaos sollen in den Plan eingeweiht, wovor der Gefolgsmann warnt. Atreus nimmt es als Probe seiner Vaterschaft, unterstützen sie ihn, sind es seine Söhne, verraten sie ihn, die von Thyestes.[8]
- 2. Chorlied[9]: Der Chor ist zufrieden über die scheinbare Versöhnung, die gemeinsame Herrschaft der Brüder. Ganz stoisch werden die Attribute wahrer guter Könige aufgezählt: von Angst befreit, nicht begierig auf Fremdes. Fragil ist Größe und Herrschaft.

### Akt III
- Während der 2. Akt von Atreus dominiert wurde, folgt jetzt ein Thyestes-Akt, der aus zwei Szenen besteht, die beide Thyestes zur Annahme der Herrschaft überreden sollen. Thyestes betritt mit seinen drei Söhnen die Stadt/ Bühne. In einem Eingangsmonolog schildert er seine zerrissene Seelenlage. Einerseits die erträumte Vaterstadt wieder zu betreten, dann aber auch die tiefen Zerwürfnisse mit seinem Bruder Atreus. Verwirrt hält er inne, was sein Sohn Tantalus bemerkt. Es entspinnt sich eine Debatte, ob Thyestes Atreus’ Angebot annehmen soll oder nicht. Thyestes hält es für eine Falle und preist die Vorteile eines von Herrschaft freien Lebens in Zurückgezogenheit, der Sohn hält dagegen und fordert die Übernahme des Thrones. Der Vater habe auch an die Söhne zu denken. Letztlich findet er sich in sein Schicksal.[10]
- In der zweiten Szene kommt es zur Begegnung der Brüder. Während Atreus sich zufrieden zeigt über die Erfüllung seines Planes, windet sich Thyestes unter der Last der Entscheidung. Er wirft sich Atreus sogar zu Füßen, als er den Bruderzwist beenden will. Atreus spielt den Großmütigen und lässt ihn aufstehen und fordert ihn auf, seinen Teil der Herrschaft anzutreten. Thyestes knickt ein und nimmt an, allerdings nur den Titel. Atreus verabschiedet sich, um - auf seine Weise - den Göttern zu danken.[11]
- 3. Chorlied[12]: Im Stile des Sophokles drückt der Chor ahnungslos seine große Freude über die Versöhnung der Brüder aus. Eben noch drohte Unheil, dann schien ein Umschwung zu kommen, wie oft im menschlichen Leben, das mit einer Turbine gleichgesetzt wird.

### Akt IV
- Dieser Akt besteht aus einem dialogisierten Botenbericht, eine dramatische Form, die Seneca gerne in seinen Tragödien (Hercules furens und Troades) wählt. Ein Bote berichtet außer sich, was sich im Inneren der Königsburg abgespielt hat. Dabei wird er durch die weitertreibenden Fragen des Chors unterstützt. Atreus hat sein pervertiertes "Opfer" und seine Rache ausgeführt. Die drei Söhne seines Bruders führte er zum Altar und tötete sie einen nach dem anderen mit dem Schwert. Danach, ganz in der Tradition des Großvaters Tantalus, kochte er aus den Überresten ein „Mahl“, das er seinem zunehmend trunkenen Bruder als Speise vorsetzte. Ein so grauenhaftes Verbrechen, dass selbst die Sonne verschwand.[13]
- 4. Chorlied[14]: Das plötzliche Verschwinden der Sonne beschäftigt auch den Chor, der aber noch nicht den Zusammenhang der Dunkelheit mit dem ungeheuerlichen Verbrechen des Atreus realisiert. Er räsoniert über einen möglichen Gigantenaufstand, die Aufhebung des natürlichen Tag- und Nachtwechsels oder einen nahenden Weltuntergang.

### Akt V
- Atreus sieht sich kurz am Ziel seiner Rache. Größenwahnsinnig schwadroniert er von seiner „Größe“. Doch schnell stellt sich das Gefühl ein, sich noch nicht genug gerächt zu haben. Er lässt die Tore zum Festsaal öffnen, um den nächste Teil einzuleiten. Der stark betrunkene Thyestes hebt an zu singen. Seine Sorgen sollen endlich vorbei sein, genauso wie die Scham, Unglück und Elend.[15] Seine schmerzende Aufregung steigt während des Liedes[16] an, dass er schließlich zu weinen anfängt. Atreus, ganz gravitätischer Herrscher, fordert ihn auf, den Festtag zu begehen. Doch Thyestes will seine Söhne dabei haben. Atreus beruhigt ihn mit der Zusage, sie holen zu wollen.[17] Thyestes, statt in Ruhe auf die Versöhnung trinken zu können, bemerkt nicht erklärbare Naturerscheinungen, selbst der Tag ist gegangen. Umso mehr sehnt er sich nach seinen Söhnen, die Atreus jetzt holt. Thyestes geht es derweil immer schlechter, alles dreht sich. Atreus kommt mit einem verhüllten Tablett zurück. Dann zeigt er ihm die abgetrennten Köpfe seiner Kinder. In seiner tiefen Verzweiflung wünscht sich Thyestes und seinen Bruder in die unterste Abteilung des Hades. Warum Erde und Götter ein so unfassbares Verbrechen geschehen ließen, versteht er nicht. Atreus verhöhnt ihn weiter, indem er ihm nun enthüllt, dass er seine eigenen Kinder kannibalisch verzehrt habe.[18] Thyestes versteht jetzt die Verdunkelung der Welt angesichts solch unfassbaren Grauens. Atreus redet sich heraus, alles habe mit Thyestes’ Ehebruch begonnen, die Antwort sei nur eine nicht zu sättigende Rache. Thyestes kann die Welt und die ratlosen Götter nicht verstehen, sie müssten doch toben und es ewige Nacht werden lassen. Angesichts von Thyestes’ Verzweiflung zeigt sich Atreus zufrieden.[19]

## Literarische Vorlagen und Einflüsse
Im Fall des Thyestes kann eine direkte literarische Vorlage nicht bestimmt werden, wenngleich es ziemlich sicher eine gab. Keine andere Tragödie, die Thyestes im Titel trug, ist erhalten. Der Sagenstoff war bei den antiken Autoren ungemein beliebt. Sophokles hatte gleich drei Thyestes-Dramen geschrieben, aber auch Euripides und Agathon sowie Apollodoros, Kleophon und Diogenes von Sinope haben das Thema nicht ausgelassen. Allerdings ist ein Schauspiel von Euripides als Vorlage am wahrscheinlichsten, da Seneca schon fünf weitere seiner Dramen bearbeitet hatte. Auch bei den Römern war das Thema beliebt: Quintus Ennius, Lucius Accius, Varius, Gracchus, Mamercus Aemilius Scaurus, Curiatius Maternus, Bassus, Ligurinus und Rubrenus Lappa haben sich des Themas angenommen.
Wichtig ist auch Ovid als literarische Referenz für Seneca. Rainer Jacobi hat darüber mit der Arbeit Der Einfluss Ovids auf den Tragiker Seneca promoviert. Für Senecas Thyestes beginnt er seine Analyse mit der „Zubereitung der Greuelmahlzeit“ als Schlüsselszene und kann belegen, dass die Szene unmittelbar auf Ovid zurückgeht und nicht auf Accius. In der Tereus-Passage gibt es allein 15 Parallelen. Insgesamt kommt Jacobi auf 63 Textstellen, die den starken Einfluss Ovids belegen.

## Datierung und politische Anspielungen
- Manfred Fuhrmann vertritt die These, dass keine Tragödie des Lucius Annaeus Seneca datiert werden könne.[22] Das Archive of Performances of Greek & Roman Drama der Universität Oxford hingegen datiert die Abfassung in die Jahre von 54 bis 63, das heißt in den Zeitraum zwischen der Abfassung des Hercules, den sie mit John G. Fitch kurz vor 54 datieren,[23] und dem Tod Senecas.[24]
- Caligula und Atreus: Bernd Seidensticker[25] hält es für erwiesen, dass die Zeichnung des Atreus viele Züge des Kaisers Caligula enthält. Caligula ist für Seneca ein echtes Gegenbild zu allem, was für ihn die Stoa ausmacht. "Höchste Lasterhaftigkeit im höchsten Glück" charakterisiert Seidensticker Senecas Sicht auf Caligula. Er weist darauf hin, dass Caligula das Tyrannenwort »oderint, dum metuant« (»sie sollen mich hassen, wenn sie mich nur fürchten«) nach Sueton[26] gerne aus dem Werk Atreus des Dichters Accius zitierte und auch von Senecas Atreus ausgesprochen wird. An weiteren Textstellen[27] sieht Seidensticker seine Grundthese bestätigt:
- Die Ermordung in einer Opferzeremonie entspricht den täglichen Menschenopfern für Caligula als »deus noster« (»unser Gott«) in de tranquilitate animi (Von der Seelenruhe).[28]
- Das Mahl des Thyestes findet seine Entsprechung bei Caligula in der kaiserlichen Einladung an den Ritter Pastor am Tag der Hinrichtung seines Sohnes (de ira (Vom Zorn)).[29]

Zusammenfassend hebt Seidensticker hervor, dass es Seneca nicht nur um Kritik an Caligula gehe, sondern eine grundsätzliche Charakterisierung und Analyse seiner eigenen Zeit. Mit Gustav Adolf Seeck kann man ergänzen, dass es sich um keine politische Fundamentalkritik handelt, sondern um eine moralische.

## Wirkungsgeschichte des Thyestes
Weder in der späten Antike noch im beginnenden Mittelalter lassen sich nennenswerte Spuren von Senecas Tragödien und auch des Thyestes feststellen. Erst im 14. Jahrhundert findet eine Wende statt. Europa entdeckt die literarische Form der Tragödie wieder. Nikolaus Treveth, ein englischer Dominikaner, verfasst einen Kommentar zu Senecas Dramen, an denen ihn besonders die Theologie der Stücke interessiert. Angeregt wurde er durch einen Brief von Kardinal Niccolò Albertini von Prato, der am päpstlichen Hof von Avignon die Entwicklung von Petrarca beobachtete.
Seneca und seine Dramen waren zurück in der literarischen Diskussion. Der Thyestes wurde während des 15. Jahrhunderts allein 4 Mal ins Italienische übersetzt. Im 16. Jahrhundert finden sich in Frankreich sogar 10 Übersetzungen, ein Indiz dafür, dass besonders in Frankreich Seneca noch vor den Griechen als Tragöde geschätzt wurde.

## Positionen zum Verhältnis Seneca und Shakespeare
Otto Regenbogen, klassischer Philologe (1927/28)
- Seneca habe eine „Neu-Erfüllung des Begriffs des tragischen Schauers“ in seinen Tragödien erreicht. Sie sei getragen von „stoischer Psychologie und Ethik, von römischem Pathos“ der Schreckenszeit des ersten kaiserlichen Jahrhunderts und von dem dadurch neu geformten griechischen, mythischen Stoff. Die jetzt herbeigeführte Vermenschlichung des mythischen Stoffs symbolisiere eine neue Zeit, eine neue Lebenshaltung. „Es ist eine neue Form des Tragischen, die dem Shakespeare und Calderon innerlich schon näher ist als der klassischen attischen Tragödie.“[31]
- Senecas Tragödien besäßen durch seine „geschlossene Lebenshaltung“ mehr an „großartiger Haltung antiker Menschenwürde“, „noch mehr Maß im Gräßlichen, unendlich weniger reine Roheit“ als das frühe Shakespearestück Titus Andronicus.[31]

Durs Grünbein, Dichter, Seneca-Kenner (2002)
Er weist darauf hin, dass Seneca für Shakespeare eine wichtige Referenz war. Grünbein sieht es als erwiesen an, dass das Scheusal Atreus für Shakespeare Vorbild für Richard III. war. Der Schurke als Protagonist, als  „Motor der Handlung“, der „das Publikum mit seinen Intrigen ins Vertrauen zieht, das hatte bei Seneca Weltpremiere“.
Shakespeare-Handbuch, Anglisten (2018)
- Wolfgang Weiß betont in seinem Aufsatz zur „dramatischen Tradition“, dass die Original-Tragödien Senecas dem Publikum der Shakespeare-Zeit eher nicht zumutbar waren. Man erwartete viel Handlung und spektakuläre Auftritte. Daher benutzte man antike Tragödien als Stofflieferanten und bearbeitete sie stark, gegebenenfalls wurden sogar komödienhafte Szenen hinzugefügt.[35]
- Werner von Koppenfels beschäftigt sich beim Thema der Tragödien auch mit den frühen Tragödien. Für den Vergleich mit Thyestes ist Livius Andronicus wichtig. Doch der Aufsatz stellt klar, dass Shakespeare in diesem Fall sich nicht auf die antiken Quellen stützte, sondern wahrscheinlich das Volksbuch The History of Titus Andronicus verwendet hatte, das über ähnliche Kompositionsstrukturen verfügte. So sind antike Topoi auf diesem Umweg zu Shakespeare gekommen.[36]

## Aufführungen
Forschung
Lange Zeit dachte man, dass die Dramen Senecas nicht aufführbar seien. Eine Neuorientierung der Forschung bewirkte Otto Regenbogen: „Senecas Tragödienwerk hat Jahrhunderte hindurch eine mächtige und gleichmäßige Wirkung geübt. Er ist der große Mittler des Tragischen an das Abendland gewesen, vor den Griechen und lange Zeit neben den Griechen.“
Aufführungspraxis
Eine praktische Wende stellte in Deutschland die moderne Übersetzung von Durs Grünbein von 2002 dar.
Für Grünbein besteht die Modernität Senecas darin, dass er antike Mythologie ummünzt in eine auf die Bühne gebrachte „Lehre von Affekten und Temperamenten“. Er sieht den Dramatiker Seneca als einen „ästhetischen Revolutionär“, der seine „Affektmechanik wie ein Physiker des Herzens“ entwickelt hat.
- 2002 Mannheimer Aufführung des Thyestes (Übersetzung Durs Grünbein)[39]
- 2002 Berliner Theatertreffen: freie Bearbeitung des Thyestes durch Hugo Clauss in der Inszenierung durch Stephan Kimmig[2]
- 2014 Thyestes nach Seneca von Simon Stone beim Theater der Welt in Mannheim:[40]
- 2019 THYESTES BRÜDER! KAPITAL.anatomie einer rache (Thyestes-Übersetzung Durs Grünbein):[41]

A. J. Boyle weist seit Beginn des Jahrhunderts auf weitere Aufführung des Thyestes in Belgien (Brüssel), Italien (Rom, Ascea, Verona, Mailand), Griechenland (Athen), England (Cambridge, London), Frankreich (Paris), Australien (Melbourne, Sydney), Canada (Montreal), USA (Chicago, Los Angeles, New York) hin.

## Textausgaben
Lateinische Textausgaben
- Rudolfus Peiper, Gustavus Richter (Hrsg.): L. Annaei Senecae Tragoediae. (Bibliotheca Teubneriana), Leipzig 1902, S. 279–318.
- R. J. Tarrant (Hrsg.): Senecas's Thyestes, edited with Introduction and Commentary. Scholars Press, Atlanta, Georgia 1985.

Zweisprachige Ausgaben
- Seneca: Thyestes, Franz Horn (Übersetzung, Einleitung, Anmerkungen). Penig, Ferdinand Dienemann 1802.
- Seneca: Thyestes (Deutsch von Durs Grünbein), Herausgeber: Bernd Seidensticker. Insel, Frankfurt a. Main, Leipzig 2002, ISBN 3-458-17114-2.
- Seneca: Thyestes (herausgegeben, kommentiert und übersetzt von Anthony J. Boyle). Oxford University Press, Oxford 2017, ISBN 978-01-98744-72-6.

Deutsche Ausgaben
- Wenceslaus Aloys Swoboda (Hrsg.): L. A. Seneca's Tragödien I., (Übersetzung, Einleitung, Anmerkungen). Wien, Prag 1825, S. 261–316.
- Ludwig Uhland, Thyest, in: Adelbert von Keller: Uhland als Dramatiker mit Benutzung seines handschriftlichen Nachlasses. Stuttgart 1877, S. 13–65.

Englische Übersetzung
- Seneca: Thyestes, in: Emily Wilson (Hrsg.): Six Tragedies. New York 2010, S. 179–211, ISBN 978-0-19-280706-9.